# Tirà xiulador de la Guaiana
El  tirà xiulador de la Guaiana (Sirystes subcanescens) és un ocell de la família dels tirànids (Tyrannidae).

## Hàbitat i distribució
Habita els boscos de les terres baixes de les Guaianes i nord-est de l'Amazònia del Brasil.